# Philips (geslacht)
Philips is een Nederlands geslacht, bekend door het bedrijf Koninklijke Philips. De familie is opgenomen in het Nederland's Patriciaat.
- Leden van de familie Philips:

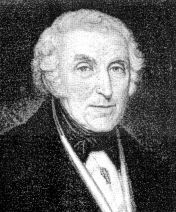
Benjamin Philips (1767-1854) handelaar in tabak

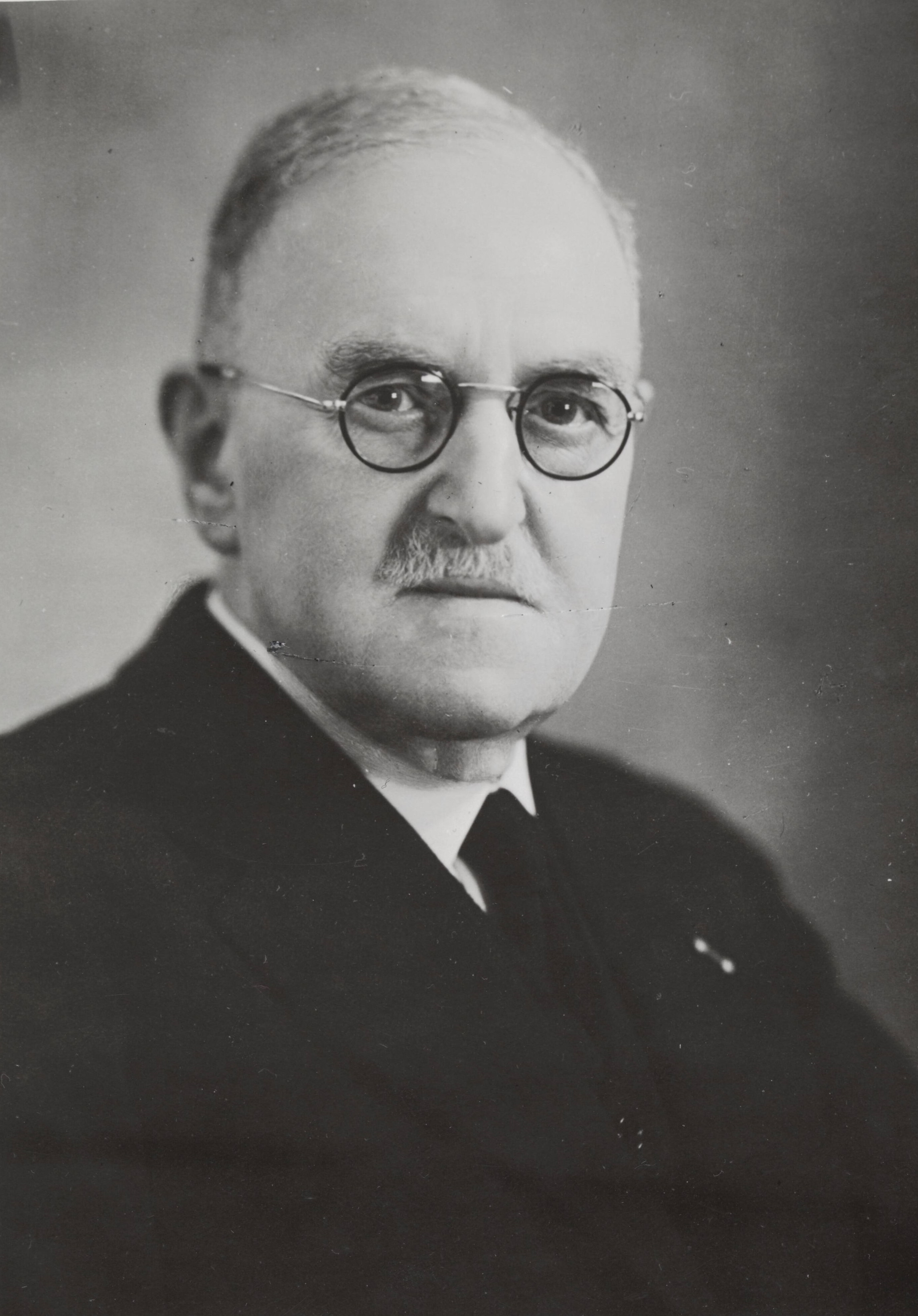
Gerard Philips (1858-1942) stichter Philipsfabrieken

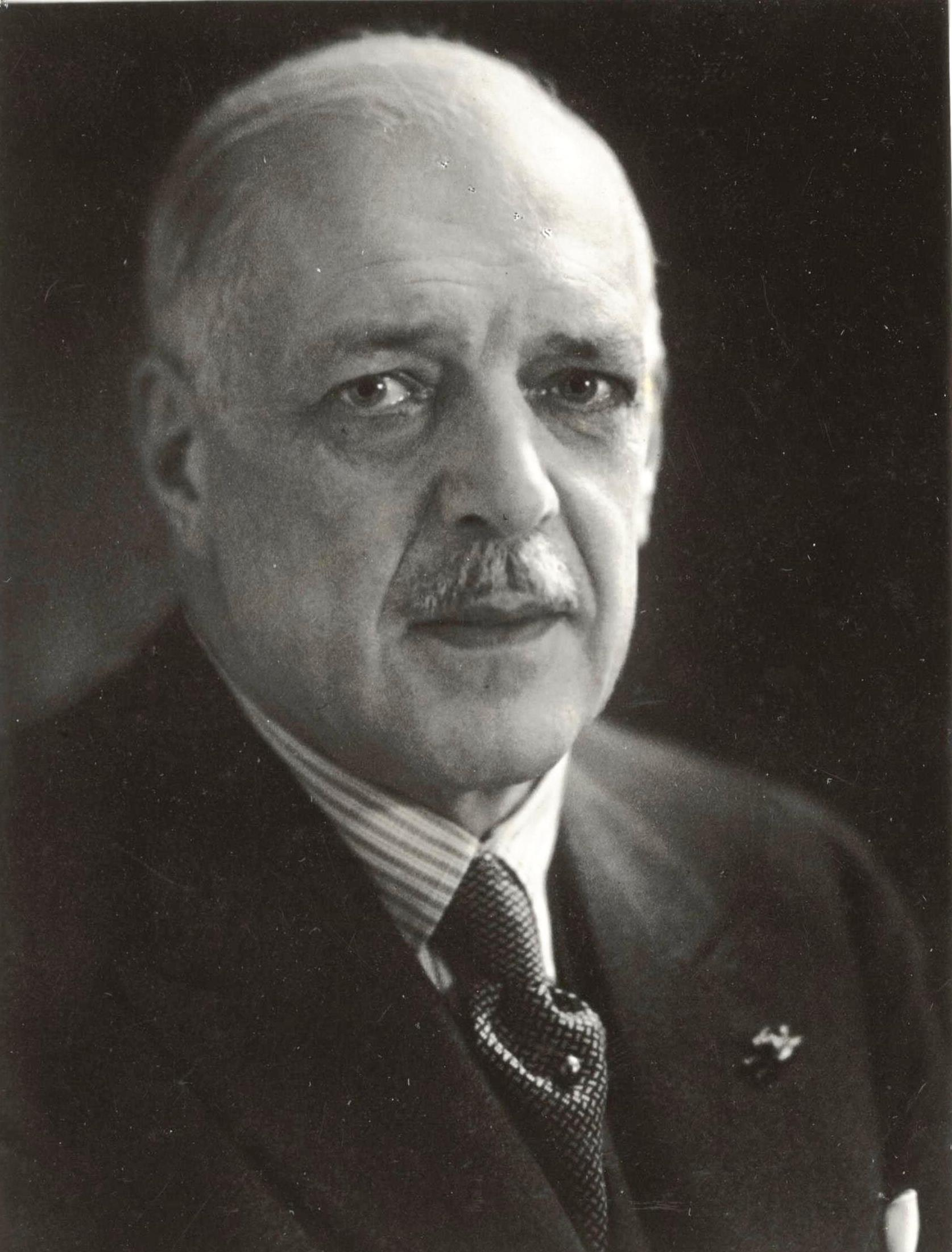
Anton Philips (1874-1951) tweede directeur Philipsfabrieken

  - Lion Philips (1794-1866), tabakshandelaar en voorvader van de oprichters van Philips.
  - Frederik Philips (1830-1900), vader van Gerard en Anton Philips.
  - Gerard Philips (1858-1942), de oprichter van Koninklijke Philips Electronics.
  - Anton Philips (1874-1951), de tweede directeur van Koninklijke Philips Electronics.
  - Frits Philips (1905-2005), de laatste directeur van Koninklijke Philips Electronics met een Philips-achternaam.

## Geschiedenis
1. De stamvader van de Philipsfamilie is Philip Philips, een Joodse koopman uit Noordrijn-Westfalen die naar Nederland kwam. Van hem is weinig bekend. Hij was gehuwd met Rebecca van Crefelt.
2. Een van hun zoons was Benjamin Philips (Veenendaal, 1767 - Zaltbommel, 1854). Hij was handelaar in textiel en later in tabak. Gedurende de Napoleontische oorlogen was de import van Amerikaanse tabak onmogelijk geworden vanwege het continentaal stelsel. Handel in de inlandse tabak, die in Veenendaal werd geteeld, was toen zeer profijtelijk. Hij trouwde in 1790 met Lea Hartog (Zaltbommel,1775 - Zaltbommel,1838)
3.1 Hun oudste zoon was Lion Philips (Zaltbommel,1794 - Zaltbommel,1866), die handelaar was en fabrikant in tabak, thee en koffie, onder meer van het merk Peletier & Philips. Hij trouwde in 1820 te Nijmegen met Sophie Presburg. Deze was een tante van Karl Marx.
3.2. De andere zoons van Benjamin Philips en Lea Hartog waren eveneens actief in de tabakshandel. Twee daarvan, Joseph en Frederik, begonnen in 1817 een winkel en snuiftabaksfabriek in Maastricht, die later uitgroeide tot een grote tabaksfabriek met in 1935 meer dan 1000 personeelsleden. Andere zoons waren werkzaam in Veenendaal, Luik, Aken, Offenbach am Main, en Boedapest.
4.1. Een van de zoons van Lion Philips en Sophie Presburg was August Philips, (Zaltbommel,1823 - Amsterdam, 1891), die advocaat was en Deken van de orde van advocaten te Amsterdam.
4.2. Hun vierde zoon was Frederik Philips (Zaltbommel,1830 - Zaltbommel, 1900) die aanvankelijk de sigarenhandel en -fabricage van zijn vader overnam. Hij kocht nog een patent voor een sigarenwikkelmachine en stond zo aan het begin van de mechanisatie van de sigarenindustrie. In 1891 werd hij geldschieter en bedrijfsleider van de gloeilampenfabriek Philips & Co.. Frederik trouwde met Maria Heyligers.
5. De beroemdste kinderen van het echtpaar waren Gerard Philips (Gerard Leonard Frederik) (Zaltbommel, 1858 - Den Haag, 1942) en Anton Philips (Anton Frederik) (Zaltbommel,1874 - Eindhoven, 1951), die het Philips-concern hebben groot gemaakt. De twee bekende broers hadden echter nog een minder bekende jongere zuster, geheten Maria Elisabeth Philips. Zij trouwde met de Zweed Gerard Louis Tellander en kreeg, woonachtig aan de Mozartlaan 10 te Hilversum 3 kinderen, een dochter Han, een zoon Fred en een laatkomer geboren 11 mei 1918, Nils Tellander.
5.1. Gerard trouwde in 1896 met Johanna van der Willigen. Zij kregen geen kinderen.
5.2. Anton trouwde in 1898 met Anna de Jongh (A.H.E.M.) Hun kinderen waren:
6.1 Annetje Philips (Anna Elisabeth Cornelie) (Eindhoven, 19 juni 1899 - Valkenswaard, 4 april 1996) was het oudste kind van Anton Philips en Anna Philips-De Jongh. Zij trouwde in 1925 met Frans Otten (Pieter Fransiscus Sylvester). Hij volgde in 1939 Anton Philips op als president-directeur van toen nog de NV Philips Gloeilampenfabrieken. In 1961 volgde Frits Philips hem op. Frans Otten was de grote man achter de successen van PSV.
6.2. Frits Philips (Frederik Jacques) (Eindhoven,1905 - Eindhoven,2005), die in 1929 met Sylvia van Lennep trouwde.
6.3. Jetty Philips (Henriëtte Anna) (Eindhoven, 26 oktober 1906 - Waalre, 4 maart 2007) was het jongste kind van Anton Philips en Anna Philips-De Jongh. Haar eerste echtgenoot Aad Knappert (1898-1932) kwam om door een auto-ongeval, haar tweede echtgenoot Gerhard Sandberg (1898-1935) verloor het leven bij een vliegtuigongeval. Zij trouwde in 1938 met Henk van Riemsdijk, die later president-directeur van Philips zou worden. In november 2005 verloor ze haar man en in december 2005 haar broer Frits Philips, eveneens oud-president-directeur van Philips. Tijdens haar leven heeft zij zich intensief ingezet voor het Rode Kruis, waarvan ze ook erelid was.